# Nikos Kazantzakis
Nikos Kazantzakis (en grec: Νίκος Καζαντζάκης) (Càndia, 18 de febrer de 1883 - Friburg de Brisgòvia, 26 d'octubre de 1957) fou un escriptor grec, destacat en gèneres com poesia, dramaturgia, novel·la i filosofia. Va ser nominat per al Premi Nobel de Literatura en nou anys diferents.
Les novel·les de Kazantzakis inclouen Zorba el grec (publicat el 1946 com a Vida i temps d'Alexis Zorbas), Crist recrucificat (1948), Capità Michalis i L'última temptació de Crist (1955). També va escriure obres de teatre, llibres de viatges, memòries i assaigs filosòfics, com ara Els salvadors de Déu: exercicis espirituals. La seva fama es va estendre al món de parla anglesa gràcies a les adaptacions cinematogràfiques de Zorba the Greek (1964) i The Last Temptation of Christ (1988).
També va traduir una sèrie d'obres notables al grec modern, com ara la Divina Comèdia, Així parlava Zaratustra, Sobre l'origen de les espècies i La Ilíada i l'Odissea d'Homer.

## Biografia

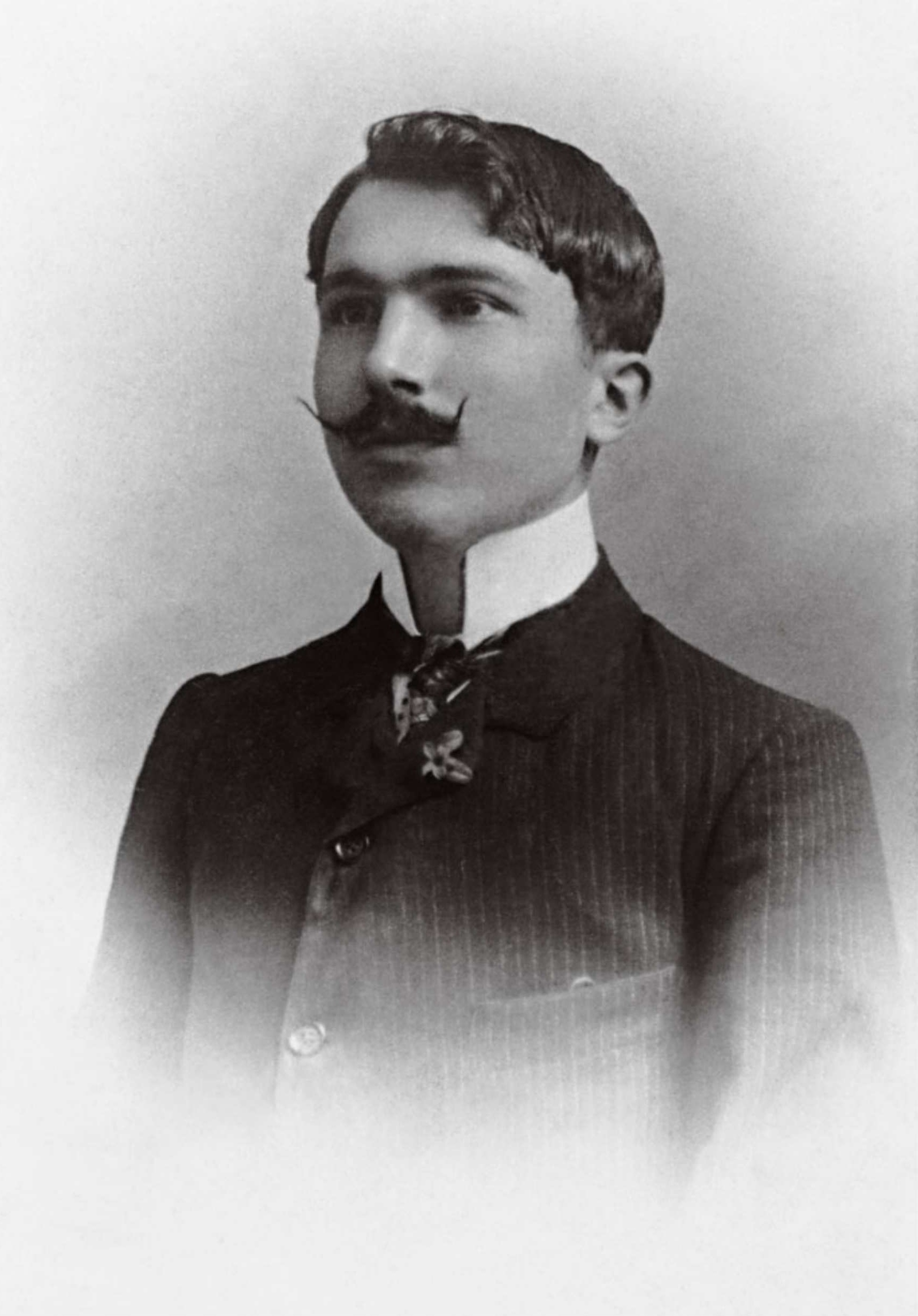
Kazantzakis en una imatge de 1904, quan tenia 21 anys i estava estudiant a la Universitat d'Atenes.

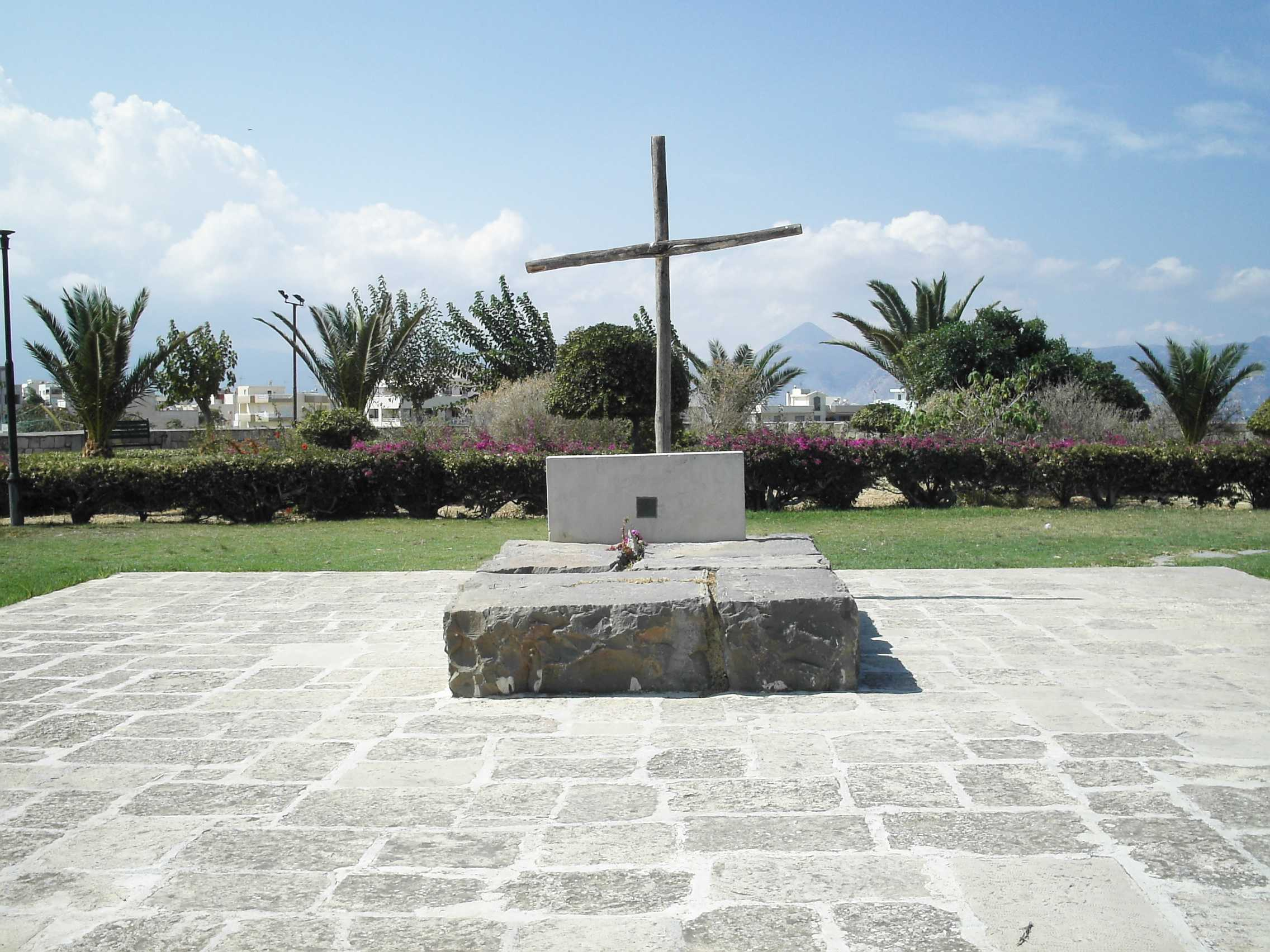
Tomba de N. Kazantzakis a Càndia, amb un epitafi: No espero res, no temo res, sóc lliure (en grec: Δεν ελπίζω τίποτα. Δεν φοβούμαι τίποτα. Είμαι ελεύθερος)

Kazantzakis va néixer a Megálo Kástro [Μεγάλο Κάστρο] (avui Heraclión, Creta) el 1883. Quan Kazantzakis va néixer, Creta estava encara sota el domini de l'Imperi otomà. El seu cognom, Kazantzakis, deriva de la paraula turca Kazanci, que significa 'el que fabrica, repara i/o ven calders'.
El 1902, Kazantzakis es va mudar a Atenes (Grècia), on va estudiar Dret a la Universitat d'Atenes i després, el 1907, va emigrar a París per estudiar filosofia. Com explica a la seva obra autobiogràfica Carta al Greco, va assistir a les classes i els ensenyaments de Henri Bergson, però sobretot va descobrir Nietzsche, en qui va creure trobar l'artífex de la tornada a concepció dionisiaca grega presocràtica de l'home com a centre de l'univers. Es desplaça a Sils-Maria a l'Engandina suïssa per conèixer de primera mà l'entorn en què el filòsof havia redactat els seus escrits. A partir dels llibres de Nietzsche es reafirma en la seva concepció vitalista de l'existència.
En tornar a Grècia, va començar a traduir obres de filosofia i el 1914 va entrar en contacte amb Ángelos Sikelianós. Junts van viatjar durant dos anys pels llocs on va florir la cultura greco-cristiana, especialment els monestirs de la Muntanya Athos on tots dos van romandre quaranta dies, visitant els monestirs del lloc i vivint la vida dels ascetes. A partir d'aquesta experiència va ser molt influenciat pel nacionalisme entusiasta de Sikelianós.
El 1917, va conèixer Georgios Zorbas, futura icona de la novel·la Alexis Zorba, i va explotar amb ell una mina de lignit a la regió grega de Mani que Nikos havia comprat amb l'herència d'un oncle patern. L'experiència va acabar en fracàs econòmic i van haver de tancar l'explotació, però el vitalisme insubornable de Zorbas el va acabar de reafirmar en la vocació d'escriptor. Van romandre en contacte epistolar fins a la mort de Zorbas a Sèrbia, on explotava una pedrera, durant la segona guerra mundial.
Kazantzakis es va casar amb Galatea Alexiou el 1911 i es van divorciar el 1926. Galatea Alexiou prendria el seu cognom i seria coneguda amb el nom de Galatea Kazantzakis, negant-se més tard a deixar d'utilitzar el seu cognom i posant això com una de les condicions per al seu divorci. Es va tornar a casar, amb Elena Samiou, el 1945.
El 1918 viatja i resideix a Suïssa. El 1919, com a director general del Ministeri de Benestar Social, va organitzar el trasllat de les poblacions gregues pòntiques desplaçades per la Revolució Russa de 1917, des de la regió del Caucas a Grècia. Per a Kazantzakis, aquest va ser el començament d'una odissea a través del món. Fins a la seva mort el 1957, va residir temporalment a París i Berlín (des del 1922 fins al 1924), Itàlia, Rússia (el 1925), Espanya (el 1932) i després a Xipre, Egina, Egipte, la Muntanya Sinaí, Txecoslovàquia, Niça (més tarda compraria una vila als voltants d'Antibes, a la secció de la Ciutat Vella, al costat del famós escullera), la Xina i el Japó.
Mentre era a Berlín, on la situació política era explosiva, Kazantzakis va descobrir el comunisme i es va convertir en admirador de Lenin. Mai no va ser un comunista consistent, però va visitar la Unió Soviètica i va estar amb el membre de l'Oposició d'Esquerra i escriptor Victor Serge. Va ser testimoni de l'ascens de Stalin, i es va sentir defraudat amb el comunisme d'estil soviètic. Al voltant d'aquesta època, les seves creences nacionalistes més primerenques van ser gradualment reemplaçades per una ideologia més universal.
El 1945, es va convertir en líder d'un petit partit d'esquerres no comunista, i va entrar al govern grec com a ministre sense cartera. Va dimitir del seu lloc a l'any següent. El 1946, la Societat d'Escriptors Grecs va recomanar a Kazantzakis i Ángelos Sikelianós per ser guardonats amb el Premi Nobel de Literatura. El 1956, va perdre el Nobel davant de Juan Ramón Jiménez per un sol vot.
A finals de 1957, tot i patir leucèmia, va decidir fer un últim viatge a la Xina i al Japó. Va emmalaltir en el seu vol de tornada i va ser traslladat a Friburg, Alemanya, on va morir. Està enterrat al punt més alt de les muralles d'Iràklion, el bastió de Martinengo, mirant sobre les muntanyes i el mar de Creta. El seu epitafi resa: «No espero res, no temo res, sóc lliure» (en grec: Δεν περιμένω τίποτα, δεν φοβάμαι τίποτα, είμαι ελεύθερος). Kazantzakis va desenvolupar aquesta famosa frase concisa que s'ha relacionat amb l'ideal filosòfic del cinisme, que es remunta almenys al segle ii.
El 50è aniversari de la mort de Nikos Kazantzakis va ser seleccionat com a motiu principal per a una moneda de col·leccionista d'euros de gran valor; la moneda commemorativa grega de 10 euros Nikos Kazantzakis, encunyada el 2007. La seva imatge es troba a l'anvers de la moneda, mentre que el revers porta l'⁣Emblema Nacional de Grècia amb la seva signatura. El municipi de Nikos Kazantzakis a Creta, amb capital a Peza, va rebre el nom en honor seu.

## Publicacions

### Novel·les
- El lis i la serp (1906)
- Les ànimes destrossades (1908)
- La vida emperadriu (1909)
- Al palau de Minos (o Als palaus de Knossos) (1914-40)
- Alexandre el Gran (1914-40)
- Simposi (1922), versió catalana d'Alexis Eudald Solà (1990)[18]
- Alexis Zorbàs (1946), versió catalana de Jaume Berenguer i Amenós (1965)[18]
- El Crist de nou crucificat (1948), versió catalana de Joan Sales (1959)[18]
- Els germans enemics (1949)
- La llibertat o la mort (1950)
- L'última temptació de Crist (1951), versió catalana de Pau Sabaté (2017). Martorell: Adesiara, col. D'Ací i d'Allà, 58.
- El pobre d'Assise (1956)

### Assaig / pensament
- Ascesi (1922), versió catalana de Montserrat Camps Gaset (2008), Martorell: Adesiara, col. Vagueries, 3[19]

### Teatre
- Teatre 1: Melissa (1937)
- Teatre 2: Buda (1941)
- El mestre obrer (1910)
- El dia s'aixeca (1907)
- Fasga (1907)
- Fins quan? (1907)
- Comèdia 1908)
- Crist (1915)
- Ulisses (1915)
- Hèracles (1920)
- Crist (1921)
- Nicèfor Focas (1936)
- Otel·lo torna (1936)
- Julià l'Apòstata (1939)
- Prometeu (1943)
- Kapodistria (1944)
- Sodoma i Gomorra (1948)
- Constantí paleòleg (1951)

### Poemes
- L'Odissea (1924-39)
- Canti (1932-37)
- Pinakothiki i Panatinàia (1906-08), poemes en prosa

### Traduccions al grec modern
- Obres de Plató (1912)
- El naixement de la tragèdia, de Nietzsche (1912)
- Així parlà Zaratustra, de Nietzsche (1913)
- El riure, de Bergson (1915)
- Diccionari Larousse, en col·laboració amb Prevelaki (1930)
- Obres de Jules Verne (1931)
- La divina comèdia, de Dant (1931)
- Faust, de Goethe (1936)
- La Ilíada i L'Odissea, d'Homer (1942 i 1943)
- El príncep, de Maquiavel

## Traduccions al català
- 1959 – Kazantzakis, Nikos. «El Crist de nou crucificat». Traducció de Joan Sales. Barcelona: Club Editor, 1959.[18][20][21]
- 1965 – Kazantzakis, Nikos. «Alexis Zorbàs». Traducció, pròleg i notes de Jaume Berenguer i Amenós. Barcelona: Vergara, 1965.[18][20][21] Inclòs a Les millors obres de la literatura universal / Segle XX, núm. 97. Barcelona: Edicions 62, 2010.
- 1990 – Kazantzakis, Nikos. «Simposi». Traducció, pròleg i notes d'Alexis Eudald Solà. Epíleg de Josep Bigordà. Barcelona: La Llar del Llibre, 1990.[18][20][21]
- 2008 – Kazantzakis, Nikos. «Ascesi». Traducció de Montserrat Camps Gaset. Martorell: Adesiara editorial, 2008, ISBN 978-84-92405-10-7.[20]
- 2017 – Kazantzakis, Nikos. «L'última temptació de Crist». Traducció de Pau Sabaté. Martorell: Adesiara editorial, 2017, ISBN 978-84-16948-10-9.